# 더 팩트 (영화)
《더 팩트》(영어: The Pact)는 미국에서 제작한 니컬러스 매카시 감독의 2012년 초자연 공포 영화이다. 케이티 로츠, 캐스퍼 밴딘 등이 출연하였다.
2014년 속편 《더 팩트 2》가 나왔다.

## 줄거리
샌피드로 고향집에서 엄마 장례식을 준비하던 자매 니콜이 실종된 후 애니는 목이 잘린 여성의 환영을 본다. 애니는 그 여성이 연쇄살인범 "유다 살인자"의 첫 희생양 제니퍼 글릭이라는 걸 알게 된다.

## 출연
- 케이티 로츠 - 애니 발로 역
- 캐스퍼 밴딘 - 빌 크릭, 경찰 역
- 애그니스 브루크너 - 니콜 발로 역
- 헤일리 허드슨 - 스티비, 영매 친구 역
- 캐슬린 로즈 퍼킨스 - 리즈, 사촌 역
- 마크 스테이거 - 찰스 "유다" 발로 역